# Sinfonia de um Homem Comum
Sinfonia de um Homem Comum é um filme documentário brasileiro de 2023 dirigido por José Joffily e roteirizado pelo próprio diretor em parceria com David Meyer, Pedro Rossi e Jordana Berg. Este aclamado filme aborda a história do diplomata brasileiro José Mauricio Bustani, conhecido por seus esforços para evitar a invasão do Iraque pelos Estados Unidos.
Sinfonia de Um Homem Comum narra a trajetória do embaixador José Maurício Bustani, o primeiro diretor geral da OPAQ (Organização para a Proibição de Armas Químicas), que tentou evitar a destruição do Iraque e, devido à pressão dos Estados Unidos, foi demitido. Dezoito anos depois, situações semelhantes continuam a ocorrer nos bastidores das organizações multilaterais.
Sinfonia de Um Homem Comum destaca depoimentos impressionantes de figuras como o ex-presidente do Brasil, Fernando Henrique Cardoso, o atual presidente Luiz Inácio Lula da Silva (PT), os diplomatas Celso Amorim e Celso Lafer, o porta-voz do governo de George W. Bush, Richard Boucher, e o inspetor de armas da UNSCOM, Scott Ritter.
O filme foi lançado nos cinemas do Brasil em 9 de fevereiro de 2023 pela Bretz Filmes. O documentário recebeu destaque no Millenium Festival, realizado em Bruxelas, Bélgica, de 15 a 22 de março, e na 26ª edição do Festival de Cinema Brasileiro de Paris, que ocorreu de 26 de março a 2 de abril de 2024. O filme também marcou presença em prestigiados festivais de cinema, como o 35º Festival Internacional de Documentários de Amsterdã (IDFA), onde competiu na categoria Frontlight, o 27º É Tudo Verdade, no Brasil, recebendo menção honrosa, e o HotDocs, no Canadá, um dos principais festivais de documentários da América do Norte.